# دانیلا گورز
دانیلا گورز (انگلیسی: Daniela Gurz؛ زادهٔ ۲۱ آوریل ۱۹۹۱) بازیکن فوتبال اهل رومانی است.
وی همچنین در تیم ملی فوتبال Romania بازی کرده‌است.